# Liste des ministres estoniens de l'Éducation
Cette page donne la liste des anciens et actuel ministres estoniens chargés de l'Éducation. Le nom exact de la fonction peut varier à chaque nomination.

## Intitulés
- 1918-1928 : Ministre de l'Éducation
- 1928-1940 : Ministre de l'Éducation et des Affaires Sociales
- 1940-1989 : Ministère estonien supprimé - Le portefeuille est géré par le Ministre soviétique de l'Éducation
- 1989-1992 : Ministre de l'Éducation
- 1992-1996 : Ministre de la Culture et de l'Éducation
- 1996-2003 : Ministre de l'Éducation
- Depuis 2003 : Ministre de l'Éducation et de la Recherche

## Liste des ministres

### 1918 à 1940
| N° | Nom                       | Début            | Fin              | Parti                     |
| -- | ------------------------- | ---------------- | ---------------- | ------------------------- |
| 1  | Peeter Põld               | 24 février 1918  | 28 novembre 1918 | Parti populaire d'Estonie |
| 2  | Karl Luts                 | 28 novembre 1918 | 12 mars 1919     |                           |
| 3  | Harald Laksberg           | 12 mars 1919     | 9 mai 1919       |                           |
| 4  | Johannes Kartau           | 9 mai 1919       | 19 novembre 1919 |                           |
| 5  | Konstantin Treffner       | 19 novembre 1919 | 2 août 1920      |                           |
| 6  | Friedrich Sauer           | 2 août 1920      | 27 octobre 1920  |                           |
| 7  | Jüri Annusson             | 27 octobre 1920  | 27 janvier 1921  |                           |
| 8  | Heinrich Bauer            | 27 janvier 1921  | 22 novembre 1922 |                           |
| 9  | Aleksander Veiderman      | 22 novembre 1922 | 20 février 1924  |                           |
| 10 | Rudolf Georg Gabrel       | 20 février 1924  | 27 mars 1924     |                           |
| 11 | Hugo Bernhard Rahamägi    | 27 mars 1924     | 17 décembre 1925 |                           |
| 12 | Jaan Lattik               | 17 décembre 1925 | 10 décembre 1927 |                           |
| 13 | Alfred Julius Mõttus      | 10 décembre 1927 | 5 décembre 1928  |                           |
| 14 | Leopold Johannes Johanson | 5 décembre 1928  | 10 juin 1929     |                           |
| 15 | Jaan Hünerson             | 10 juin 1929     | 12 février 1931  |                           |
| 16 | Jaan Piiskar              | 12 février 1931  | 20 février 1932  |                           |
| 17 | Jaan Hünerson (2e fois)   | 20 février 1932  | 3 octobre 1932   |                           |
| 18 | Hugo Kukke                | 3 octobre 1932   | 18 mai 1933      |                           |
| 19 | Konstantin Konik          | 18 mai 1933      | 21 octobre 1933  |                           |
| 20 | Nikolai Kann              | 21 octobre 1933  | 11 mai 1936      |                           |
| 21 | Aleksander Jaakson        | 11 mai 1936      | 12 octobre 1939  |                           |
| 22 | Paul Kogerman             | 12 octobre 1939  | 21 juin 1940     |                           |

### 1989 à aujourd'hui
| Ministre | Ministre | Ministre           | Intitulé                                 | Parti                                        | Début             | Fin               | Gouvernement      |
| -------- | -------- | ------------------ | ---------------------------------------- | -------------------------------------------- | ----------------- | ----------------- | ----------------- |
|          |          | Rein Loik          | Ministre de la Culture et de l'Éducation | /                                            | 28 décembre 1989  | 21 octobre 1992   |                   |
|          |          | Paul-Eerik Rummo   | Ministre de la Culture et de l'Éducation | /                                            | 22 octobre 1992   | 21 juin 1994      |                   |
|          |          | Peeter Olesk       | Ministre de la Culture et de l'Éducation | Parti de l'indépendance nationale estonienne | 21 juin 1994      | 17 avril 1995     |                   |
|          |          | Peeter Kreitzberg  | Ministre de la Culture et de l'Éducation | KESK                                         | 17 avril 1995     | 6 novembre 1995   |                   |
|          |          | Jaak Aaviksoo      | Ministre de la Culture et de l'Éducation | REF                                          | 6 novembre 1995   | 30 novembre 1996  |                   |
|          |          | Rein Loik          | Ministre de l'Éducation                  | /                                            | 30 novembre 1996  | 17 mars 1997      |                   |
|          |          | Mait Klaassen      | Ministre de l'Éducation                  | Koon                                         | 17 mars 1997      | 25 mars 1999      |                   |
|          |          | Tõnis Lukas        | Ministre de l'Éducation                  | Union de la patrie                           | 25 mars 1999      | 28 janvier 2002   |                   |
|          |          | Mailis Reps        | Ministre de l'Éducation                  | KESK                                         | 28 janvier 2002   | 10 avril 2003     |                   |
|          |          | Toivo Maimets      | Ministre de l'Éducation                  | RP                                           | 10 avril 2003     | 13 avril 2005     |                   |
|          |          | Mailis Reps        | Ministre de l'Éducation et la Recherche  | KESK                                         | 13 avril 2005     | 5 avril 2007      |                   |
|          |          | Tõnis Lukas        | Ministre de l'Éducation et la Recherche  | IRL                                          | 5 avril 2007      | 5 avril 2011      |                   |
|          |          | Jaak Aaviksoo      | Ministre de l'Éducation et la Recherche  | IRL                                          | 6 avril 2011      | 26 mars 2014      |                   |
|          |          | Jevgeni Ossinovski | Ministre de l'Éducation et la Recherche  | SDE                                          | 26 mars 2014      | 9 avril 2015      |                   |
|          |          | Jürgen Ligi        | Ministre de l'Éducation et la Recherche  | REF                                          | 9 avril 2015      | 12 septembre 2016 |                   |
|          |          | Maris Lauri        | Ministre de l'Éducation et la Recherche  | REF                                          | 12 septembre 2016 | 23 novembre 2016  | Rõivas II         |
|          |          | Mailis Reps        | Ministre de l'Éducation et la Recherche  | KESK                                         | 23 novembre 2016  | 21 novembre 2020  | Ratas I et II     |
|          |          | Jaak Aab           | Ministre de l'Éducation et la Recherche  | KESK                                         | 25 novembre 2020  | 26 janvier 2021   | Ratas II          |
|          |          | Liina Kersna       | Ministre de l'Éducation et la Recherche  | REF                                          | 26 janvier 2021   | 18 juillet 2022   | Kallas I          |
|          |          | Tõnis Lukas        | Ministre de l'Éducation et la Recherche  | IRL                                          | 18 juillet 2022   | 17 avril 2023     | Kallas II         |
|          |          | Kristina Kallas    | Ministre de l'Éducation et la Recherche  | E200                                         | 17 avril 2023     | En fonction       | Kallas III Michal |